# 崔秀珍 (編劇)
崔秀珍（韓語：최수진），韓國電視劇編劇。

## 作品

### 電視劇
- 2008年：SBS《我愛你》
- 2011年：SBS《城市獵人》
- 2017年：SBS《被告人》
- 2018年：SBS《胸腔外科》
- 2022年：SBS《千元律師》

## 外部連結
- NAVER搜索